# Хама (мухафаза)
Ха́ма (араб. مُحافظة حماة‎) — одна из 14 мухафаз на западе центральной части Сирии. Административный центр — город Хама. Другие крупные города — Саламия, Масьяф, Суран, Тайбет-эль-Имам, Мухрада. Площадь — 10 163 км², население — 1 628 000 человек (2011 год).

## География
На северо-западе граничит с мухафазами Латакия и Идлиб, на севере с мухафазой Алеппо, на востоке с мухафазой Эр-Ракка, на юге с провинцией Хомс, на юго-западе с мухафазой Тартус. С юга на северо-запад мухафазу пересекает река Эль-Аси (Оронт).

## Административное деление
Мухафаза разделена на 5 районов:
| Район    | Административный центр | Карта |
| -------- | ---------------------- | ----- |
| Хама     | Хама                   |       |
| Масьяф   | Масьяф                 |       |
| Мухрада  | Мухрада                |       |
| Саламия  | Саламия                |       |
| Скальбия | Скальбия               |       |